# Добје (Гросупље)
Добје (словен. Dobje) је мало насеље у општини Гросупље у централној Словенији. Налази се у брдима северно од града Гросупља у покрајини Долењска. Општина припада регији Средишња Словенија.
Налази се на надморској висини 395,1 м, површине 0,95 км². Приликом пописа становништва 2002. године насеље је имало 22 становника.